# Jack Cardiff
Jack Cardiff (Yarmouth, Norfolk, Inglaterra, 18 de setembro de 1914 – Ely, Cambridgeshire, Inglaterra, 22 de abril de 2009) foi um diretor de fotografia e cineasta inglês.
Tornou-se um dos mais notáveis cinematógrafos de sua era. Ex-ator infantil, começou como assistente de câmera, até se tornar um dos mais importantes iluminadores do cinema inglês. Passou também a dirigir a partir de 1958, com resultados medianos, inferiores aos seus grandes momentos como fotógrafo. Voltou a fotografar a partir de 1975. Seus trabalhos como fotógrafo envolve uma filmografia com mais de setenta filmes.
Jack Cardiff faleceu em sua casa, na quarta-feira, 22 de abril de 2009, aos 94 anos, em Ely, Cambridgeshire, Inglaterra. 

## Filmografia como diretor
- Intent to Kill (Convite para matar) 1958
- Beyond this Place (Algemas quebradas) 1959
- Scent of Mystery (1960)
- Sons and Lovers (Filhos e amantes) 1960
- My Geisha (Minha doce gueixa) 1962
- The Lion (O leão) 1962
- The Long Ships (Os legendários Vikings) 1964
- Young Cassidy (O rebelde sonhador) 1965
- The Liquidator (Assassino de encomenda) 1965
- The Mercenaries (Os mercenários ) 1968
- The Girl on a Motorcycle (A garota da motocicleta) 1968
- Penny Gold 1973
- The Mutations (Estranhas mutações) 1974